# Plagiostenopterina teres
Plagiostenopterina teres är en tvåvingeart som beskrevs av Friedrich Georg Hendel 1914. Plagiostenopterina teres ingår i släktet Plagiostenopterina och familjen bredmunsflugor. Inga underarter finns listade i Catalogue of Life.